# Чеська Долина (водосховище)
Водосховище České Údolí (популярні назви також Borská přehrada, Litická préhrada та винятково Гребля Valcha відповідно до сіл або околиць в околицях) є водосховищем на півдні Пльзеня, на річці Радбуза на річковому кілометрі 6,9. Перше дослідження щодо будівництва водосховища České Údolí було підготовлено ще в 1959 році, Регіональний центр розвитку водного господарства та інвестицій підготував інвестиційне завдання в 1965 році, фактичне будівництво відбулося між 1969 і 1972 роками. Дамба була завершена в 1973 році. Свою назву отримав на честь Чеських удолів, наприкінці яких збудовано дамбу.

## Гребля
Дамба гравітаційна, земляна, з інструкційно-бетонним ущільнювальним щитом. Він має арочне планування. До 2004 року вздовж набережної проходила державна дорога 27 - виїзд з Пльзеня до Клатови. Зараз дорога ведеться через окремий міст високо над долиною, це також зв'язок з новою об'їзною дорогою Пльзень — шосе D5 Прага — Розвадов.
Довжина насипу 106 м, ширина по вінцю 14 м, максимальна висота 12,6 м над швом фундаменту. У центрі земляної дамби знаходиться бетонний блок, в якому знаходяться 2 машинних відділення, 2 заслінки 15 × 3 м і 2 донних випуску, кожен перекритий сегментом і шлюзом. Пропускна здатність нижніх випусків становить 31 м³/с, загальна пропускна здатність випусків і обох сегментів становить 293 м³/с (безпечно переносить століття води) на рівні накопичувального простору.
Початкове русло річки знаходиться під дамбою довжиною близько 100 м, укріпленою монолітними залізобетонними плитами, в кінці модифікації на лівому березі є лімніграф.

## Робота
На зиму стулки випуску закривають та опускають рівень води на 3 м. В загальному випадку зимовий період – з грудня по лютий, але зміна рівня залежить від поточних кліматичних умов.
Мінімальний витік з резервуару становить 1 м³/с, нешкідливий витік встановлено на рівні 25 м³/с.